# Sedarak
Sedarak (azerbajdzjanska: Sədərək) är en ort i Azerbajdzjan.   Den ligger i distriktet Nachitjevan, i den västra delen av landet, 400 km väster om huvudstaden Baku. Sedarak ligger 864 meter över havet och antalet invånare är 1 853.
Terrängen runt Sedarak är kuperad åt nordost, men åt sydväst är den platt. Närmaste större samhälle är Dyudengya, 17,7 km sydost om Sedarak.
Trakten runt Sedarak består i huvudsak av gräsmarker. Runt Sedarak är det ganska tätbefolkat, med 90 invånare per kvadratkilometer.